# 기시 내친왕 (1234년)
기시 내친왕(일본어: 義子内親王 ぎしないしんのう[*], 분랴쿠 원년 (1234년) - 쇼오 2년 12월 7일 (1290년 1월 19일))은 가마쿠라 시대의 황족이자 여원이다. 츄쿄 천황의 황녀로, 어머니는 법인 세이케이의 딸 우쿄다이부노츠보네이다. 여원호는 카토쿠몬인/와토쿠몬인 (和徳門院)이다.

## 생애
츄쿄 천황이 17세의 나이로 사망하던 해에 태어난 유일한 자녀이다. 어머니는 우대신 미나모토노 아키후사의 4대손에 해당한다
왕고모 히로코 내친왕 (고토바 상황의 황녀)의 도움을 받고 있었다고 전해진다. 쇼카 원년 (1257년) 10월 19일에 내친왕 선하가 있었고, 고초 원년 (1261년) 3월 8일에 준삼궁 선하 및 원호 선하를 받았다. 26년 후인 고안 10년 (1287년) 12월 10일에 54세에 출가하여, 법명을 신뇨가쿠(真如覚)로 칭했다. 쇼오 2년 (1290년)에 56세의 나이로 사망했다.